# ヒアルロノグルクロニダーゼ
ヒアルロノグルクロニダーゼ(Hyaluronoglucuronidase、EC 3.2.1.36)は、ヒアルロン酸のβ-グルクロン酸とN-アセチルグルコサミンの残基の間の(1->3)-結合をランダムに加水分解する酵素である。
系統名は、ヒアルロン酸 3-グリカノヒドロラーゼ(hyaluronate 3-glycanohydrolase)である。ヒアルロニダーゼ(hyaluronidase)等とも言う。